# Miles Tunnicliff

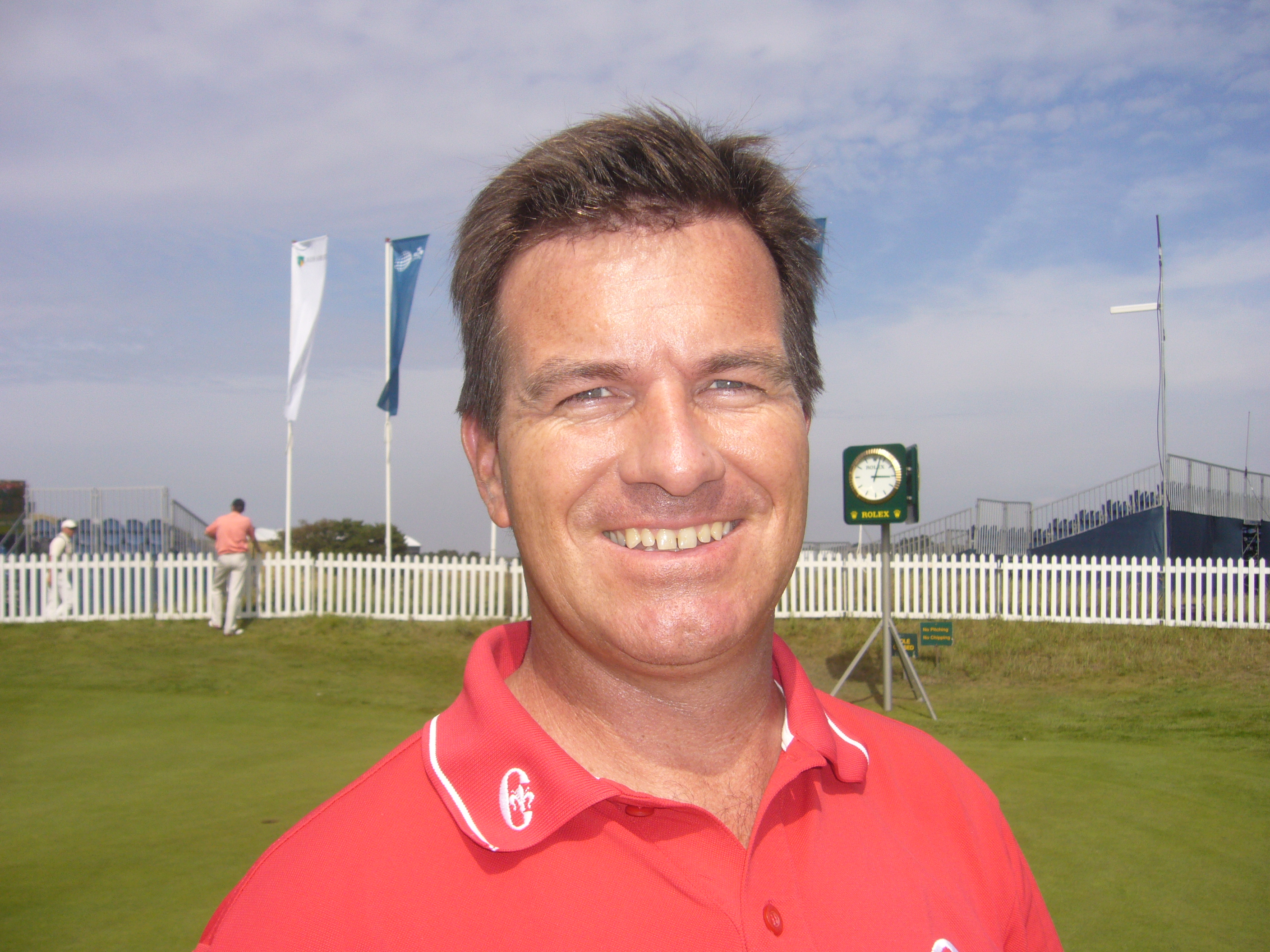
KLM Open 2009

Miles Ian Tunnicliff (Leamington Spa, 30 juli 1968) is een Engelse golfprofessional sinds 1989.
Tunnicliff groeide op in Plymouth en had op 16-jarige leeftijd al een scratch handicap. Na zijn studie reisde hij een jaar door Frankrijk en Spanje voordat hij in 1989 besloot professional te worden. Hij is regelmatig naar de Tourschool geweest en heeft sinds 2002 een vaste kaart voor de Tour.
In 2002 behaalde Tunnicliff zijn eerste overwinning op de Europese Tour, nog geen twee weken nadat zijn moeder aan kanker was overleden. Twee dagen voordat ze overleed vroeg ze hem om een toernooi voor haar te winnen. Zijn tweede overwinning kwam twee jaar later.
In 2008 speelde hij gelijk aan het baanrecord op The Wentworth Club tijdens het BMW PGA Championship maar enkele uren later werd het record verbeterd door Robert Dinwiddie.
Miles Tunnicliff en zijn vrouw Encarni hebben een dochter Alba (2005). Ze wonen in Málaga. 

## Gewonnen
Europese Tour
- 2002: The Great North Open op De Vere Slaley Hall.
- 2004: Diageo Championship op Gleneagles

Elders
- 2002: Sevilla (Peugeot Tour)
- 2004: Mauritius Open
- 2005: Mauritius Open